# 厄堡
厄堡（法語：Château-d'Œx）是瑞士联邦西部法语区的沃州下设的一个镇。在行政上属于湖滨高地区管辖。厄堡的总面积为113.71平方公里。截至2010年底，总人口为3,231。

## 历史
1999年，从厄堡起飞的热气球成功环绕地球一周。

## 地理
厄堡位于莱芒湖以东的萨讷（Saane）河谷中，是沃州面积最大的镇。